# Oilea
Oilea is een geslacht van kevers uit de familie van de loopkevers (Carabidae). De wetenschappelijke naam van het geslacht is voor het eerst geldig gepubliceerd in 1931 door Liebke.

## Soorten
Het geslacht Oilea is monotypisch en omvat slechts de volgende soort:
- Oilea spinalis Liebke, 1931